# Route nationale 50 (Suède)
Pour les articles homonymes, voir Route nationale 50.
La route nationale 50 (en suédois : Riksväg 50) ou diagonale du Bergslagen (en suédois : Bergslagsdiagonalen) est une route nationale reliant les comtés d'Östergötland et d'de Gävleborg en Suède,.

## Présentation
À environ 90 kilomètres au nord de Jönköping, la route nationale 50 commence près de Mjölby et traverse des paysages jusqu'à Söderhamn sur la côte du Hälsingland. 
Sur le chemin du nord, la route de 466 kilomètres passe devant Askersund à la pointe nord du lac Vättern, la ville d'Örebro avec sa place du marché historique et l'ancienne zone minière autour de Kopparberg. 
La route mène à travers des forêts et un terrain montagneux jusqu'à Borlänge et la mine de cuivre de Falun , aujourd'hui site du patrimoine mondial de l'UNESCO , avant de se diriger vers l'Est en passant par Bollnäs jusqu'à la ville portuaire de Söderhamn.